# Fala ptychophora
Fala ptychophora är en fjärilsart som beskrevs av Augustus Radcliffe Grote 1875. Fala ptychophora ingår i släktet Fala och familjen nattflyn. Inga underarter finns listade i Catalogue of Life.